# Aszfixia
Az aszfixia a szervezet oxigénellátásának hiánya.
A aszfixia egy fajtája a nyelés közbeni fulladás (lásd alább).

## Az aszfixia osztályozása
A kialakulás mechanizmusa szerint az asphyxia a következő típusokra oszlik:
- Mechanikus - a légutakhoz való levegő hozzáférésének korlátozása vagy megszűnése azok elzáródása, összenyomása vagy nyomása következtében következik be.
- Mérgező - fulladás alakul ki, ha a légzőközpont elnyomódik, a légzőizmok megbénulnak, a vér oxigénszállítása megszakad a kémiai vegyületek szervezetbe való bejutása következtében.
- Traumás - fulladás következik be a mellkas zárt elváltozásai következtében.

Az osztályozás másik változata a nyomásból eredő fulladás (kompressziós és fulladásos fulladás), zárt (aspiráció, elzáródás, fulladás) és megkülönböztetést tesz a zárt térben előforduló fulladástól]. A fulladás speciális típusa az újszülöttkori fulladás, amelyet gyermekgyógyászatban értékelnek..

## Nyeléskor fulladás (és elsősegélynyújtás)
Nyeléskor fulladás akkor fordul elő, ha az ételt nem jól rágják meg, és az étel megváltoztatja útját, és elzárja a légutakat.
Néhány kéztechnika megoldhatja a fulladást (lásd lent).
Emellett van néhány „fulladásgátló” eszköz a piacon (LifeVac és Dechoker).

### Elsősegélynyújtás hétköznapi áldozatoknak
Az első rész a köhögés.
Ha az áldozat nem tud köhögni, asználja a két technikát kézzel (lásd mindkét képet lent). A jobb eredmény érdekében kombinálja őket felváltva: mindegyik technikát körülbelül 5-ször végezze el, és váltson át a másik technika irányába, és ismételje meg folyamatosan ezeket a köröket.
Terhes és rendkívül elhízott embereknek szükségük van ezeknek a kézi technikáknak a variációira (lásd alább).
A csecsemőknek (1 éven aluliak) szükségük van ezeknek a kézi technikáknak a változataira (lásd alább).
Ha a fulladás továbbra is fennáll, ívja a mentőszolgálatot.
Az áldozat egy idő után elveszítheti az eszméletét (lásd lent), a következőkkel: „kardiopulmonális újraélesztést, fulladásgátló típusú”.

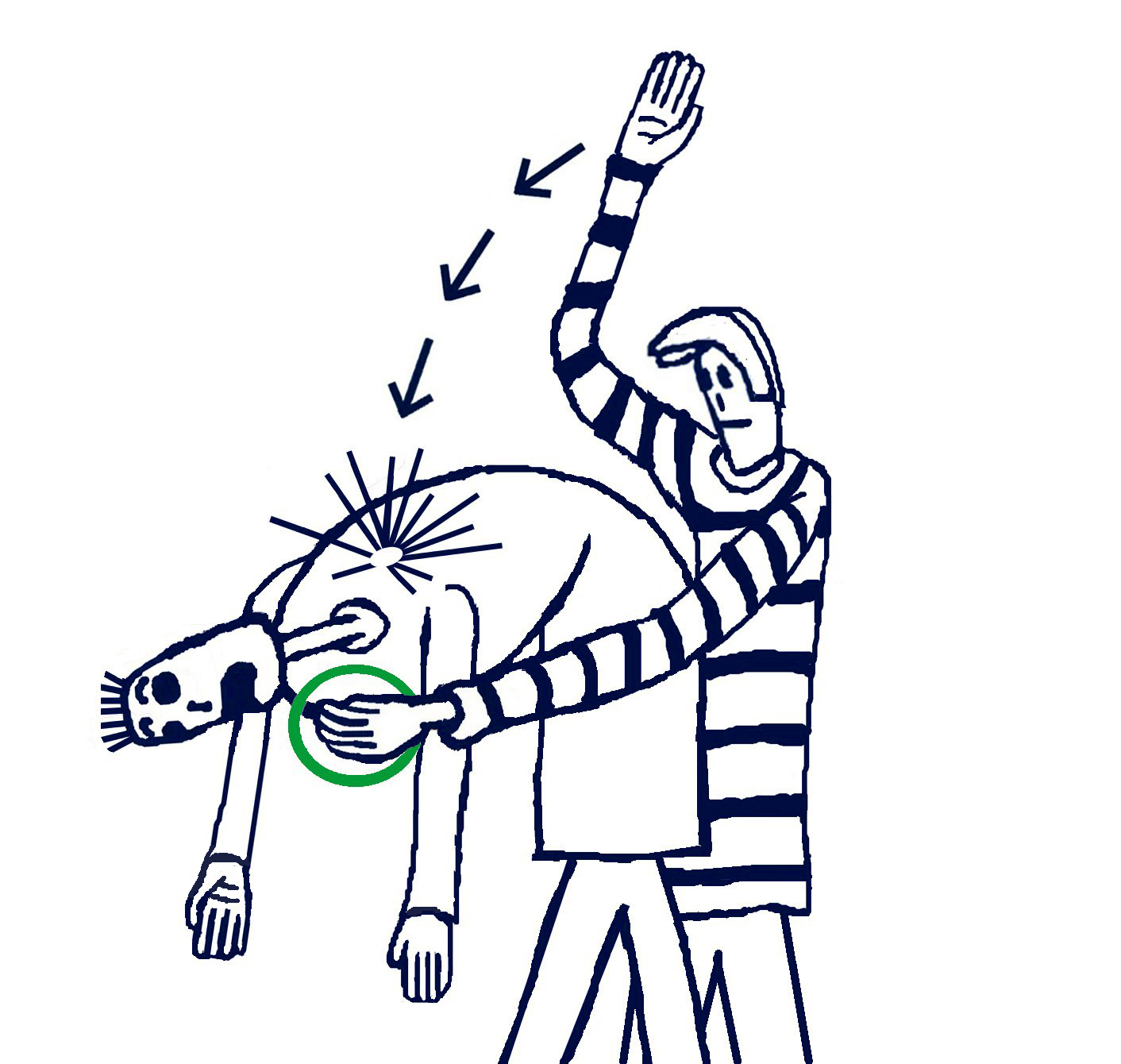
„Hátra ütések”: Támassza meg az áldozat mellkasát azzal a kezével, amely nem csap le(a hatékonyság javítása érdekében), és hajlítsa meg az áldozat testét, amennyire csak lehetséges. Ezután adjon határozott pofonokat a másik kezével.

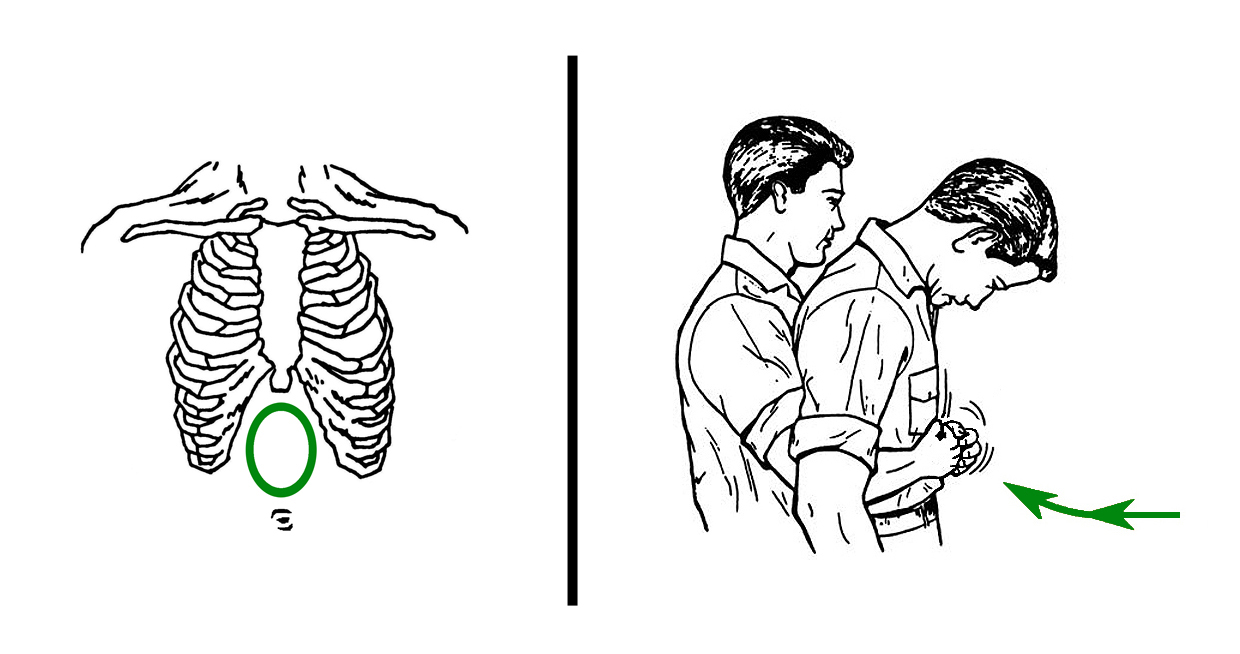
„Hasi nyomás” (Heimlich fogás): Erőteljesen alkalmazza őket a mellkas és a köldök közé.

### Elsősegélynyújtás terhes vagy túlzottan elhízott emberek számára
Az első rész is köhögés.Ha az áldozat nem tud köhögni, asználja a két technikát kézzel (lásd mindkét képet lent). A jobb eredmény érdekében kombinálja őket felváltva: mindegyik technikát körülbelül 5-ször végezze el, és váltson át a másik technika irányába, és ismételje meg folyamatosan ezeket a köröket.
Ha a fulladás továbbra is fennáll, hívja a mentőszolgálatot.
Az áldozat egy idő után elveszítheti az eszméletét (lásd lent), a következőkkel: „kardiopulmonális újraélesztést, fulladásgátló típusú”.

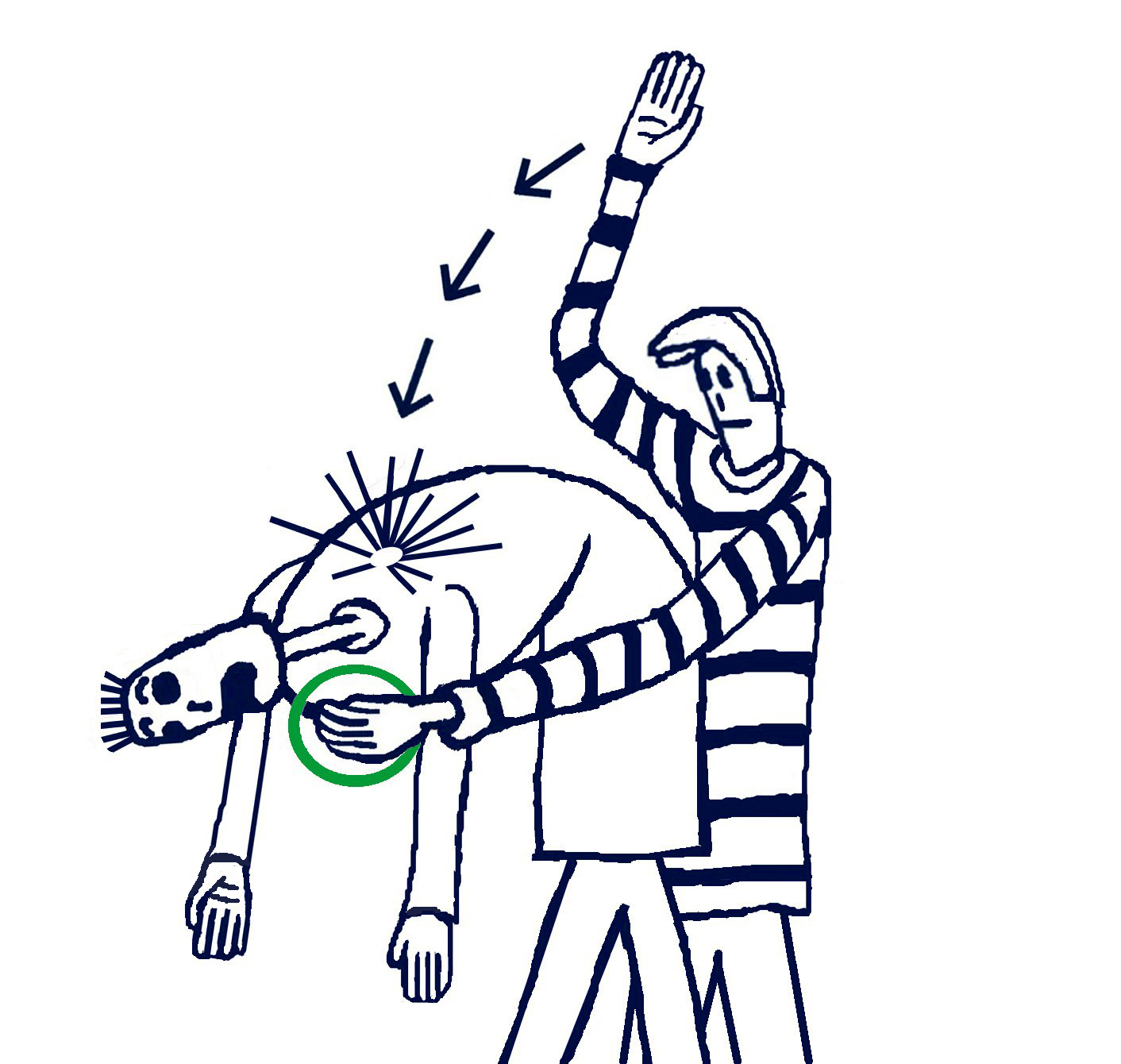
„Hátra ütések”: Ami a közönséges áldozatokat illeti. Támassza meg az áldozat mellkasát azzal a kezével, amely nem csap le(a hatékonyság javítása érdekében), és hajlítsa meg az áldozat testét, amennyire csak lehetséges. Ezután adjon határozott pofonokat a másik kezével.

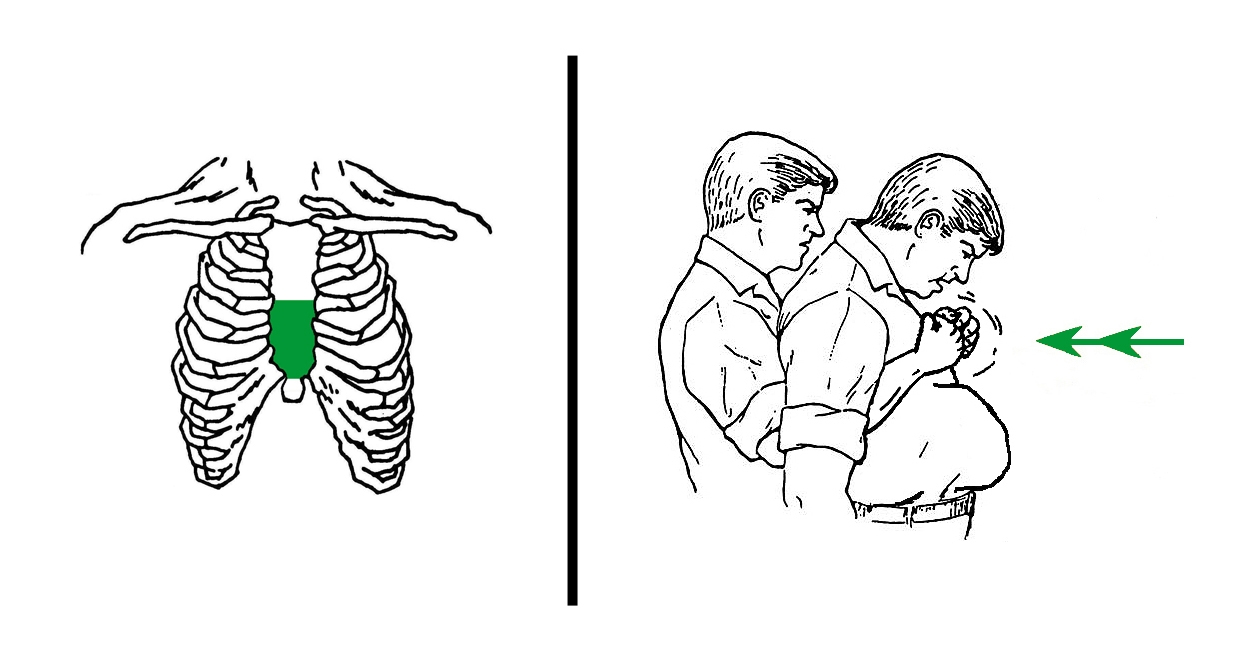
"Fulladásgátló mellkasi nyomások": Erőteljesen alkalmazza őket a mellkascsont alsó felére.

### Elsősegélynyújtás csecsemőknek (1 éves kor alatt)
Használja ezt a két technikát kézzel csecsemőkön (lásd mindkét képet lent).
A jobb eredmény érdekében kombinálja őket felváltva: mindegyik technikát körülbelül 5-ször végezze el, és váltson át a másik technika irányába, és ismételje meg folyamatosan ezeket a köröket.
Ha a fulladás továbbra is fennáll, hívja a mentőszolgálatot.
Az áldozat egy idő után elveszítheti az eszméletét (lásd lent), a következőkkel: „kardiopulmonális újraélesztést, fulladásgátló típusú csecsemőknek” (1 éves kor alatt).

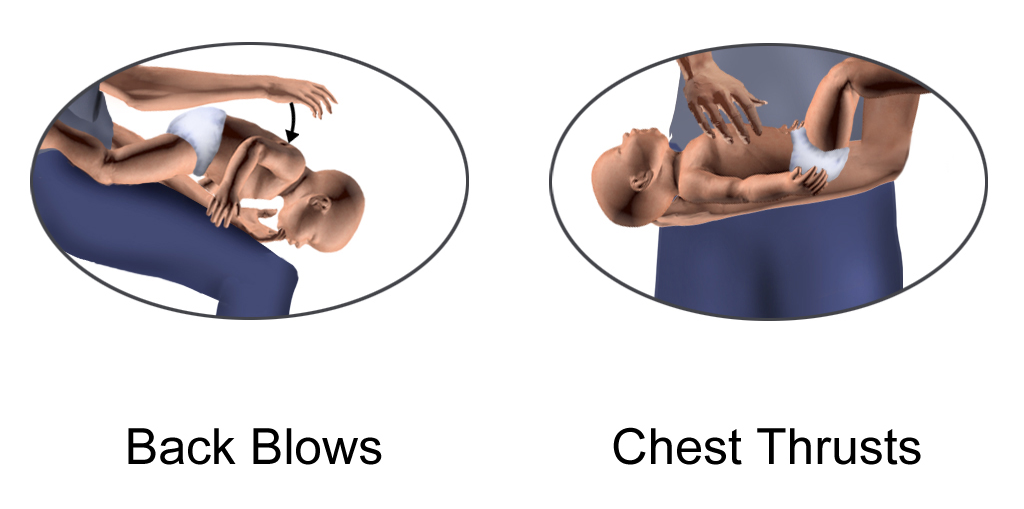
Balra: „Hátra ütések”, a baba kissé fejjel lefelé dől.Jobbra: „Mellkasi nyomások”, két ujjal nyomja meg a mellkas közepének alsó felét.

### Amikor az áldozat eszméletlen
Szükséges: „kardiopulmonális újraélesztést, fulladásgátló típusú” (normál, nem csecsemők számára)
atau „kardiopulmonális újraélesztést, fulladásgátló típusú csecsemőknek” (1 éves kor alatt). (Olvassa el lent).

#### Kardiopulmonális újraélesztést, fulladásgátló típusú, normál

Kardiopulmonális újraélesztés mellkaskompressziói.

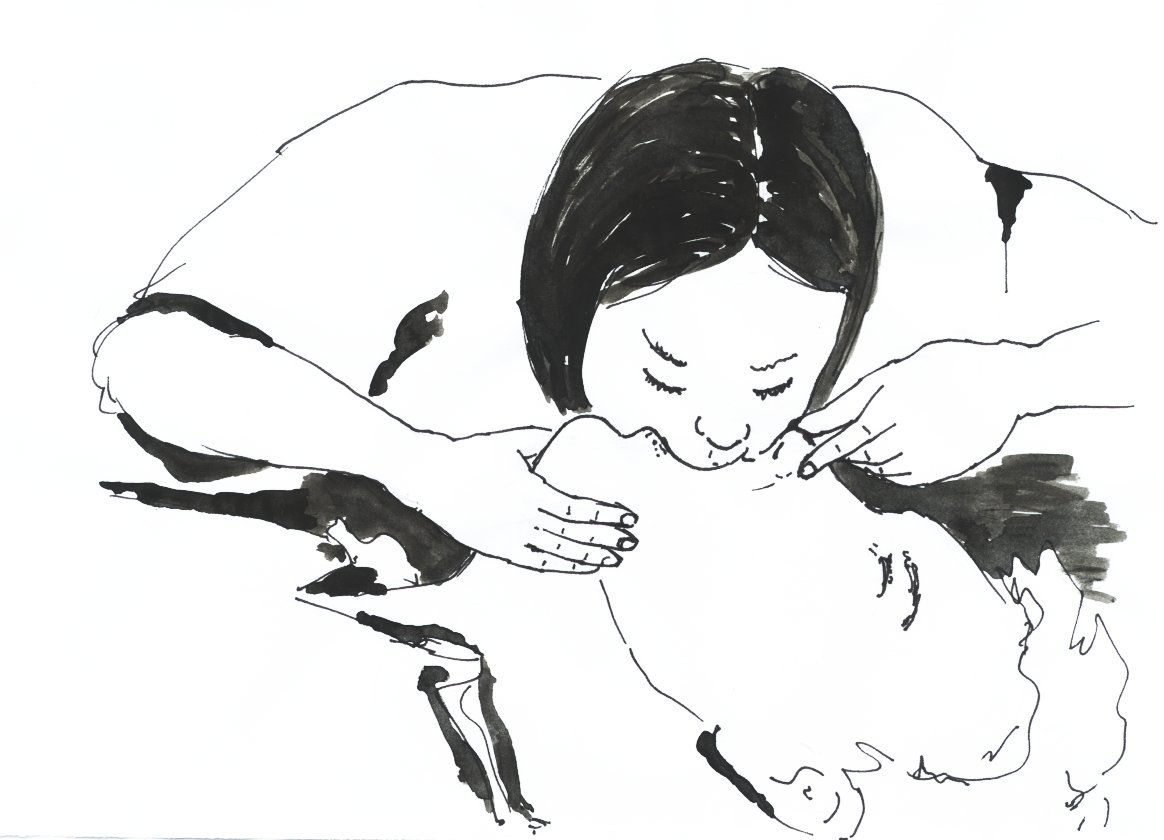
Szellőztetések (mentő lélegzetvételek) a kardiopulmonális újraélesztésnél. Csecsemőknél használja a száját, hogy egyszerre takarja el a csecsemő száját és orrát.

Szükséges a sürgősségi orvosi szolgálatot hívni.
Tegye az áldozatot fektetésre, arccal felfelé.
Folyamatosan végezzen újraélesztést az áldozattal:
- 30 kompressziót a mellkas közepének alsó felén.
- Ha az elakadt tárgy látható, próbáld meg kivenni. Az objektum kivonható vagy nem, de ezt a kardiopulmonális újraélesztést addig kell folytatni, amíg az áldozat normálisan nem lélegzik.
- Csukja be az áldozat orrát. Helyezzen levegőt a szájból a szájba (mentő lélegzet). Ismét vezesse be a levegőt szájról szájra egy másikat (mentő lélegzet).
- Vəziyyətini bir az dəyişmək üçün qurbanın başını önə və arxaya çevirin. Helyezzen levegőt a szájból a szájba (mentő lélegzet). Ismét vezesse be a levegőt szájról szájra egy másikat (mentő lélegzet).

Folyamatosan ismételje meg ezeket a lépéseket, az elsőtől kezdve (30 kompressziót).

#### Kardiopulmonális újraélesztést, fulladásgátló típusú csecsemőknek (1 éves kor alatt)
Szükséges a sürgősségi orvosi szolgálatot hívni.
Fektesse a babát vízszintes helyzetbe, arccal felfelé. A baba fejének mindig egyenesnek kell lennie, mintha előre nézne.
Folyamatosan végezzen újraélesztést a csecsemőnek:
- A csecsemő oldaláról: végezzen 30 kompressziót, két ujjal a mellkas közepének alsó felén.
- Ha az elakadt tárgy látható, próbáld meg kivenni. Az objektum kivonható vagy nem, de ezt a kardiopulmonális újraélesztést addig kell folytatni, amíg a csecsemő normálisan nem lélegzik.
- A száj segítségével egyszerre takarja le a csecsemő száját és orrát. Ilyen módon vezesse be a levegőt (szellőztető vagy mentőlégzés). Ismét vezessen be levegőt (egy másik azonos szellőztetés vagy mentőlégzés).
- Ne forgassa a csecsemő fejét, mert a fej dőlése szűkítheti a csecsemők légutait.

Folyamatosan ismételje meg ezeket a lépéseket, az elsőtől kezdve (30 kompressziót).